# Тар (филм)
Тар је психолошка драма из 2022. године. Режију и сценарио потписује Тод Филд, док главну улогу тумачи Кејт Бланчет. Говори о Лидији Тар, познатој диригенткињи која је оптужена за сексуално злостављање. У спореним улогама наступају Нина Хос, Ноеми Мерлан, Софи Кауер, Џулијан Главер, Алан Кордунер и Марк Стронг. Премијера је одржана у септембру 2022. године на Филмском фестивалу у Венецији, где је Бланчетова освојила Волпијев пехар за најбољу глумицу. Приказивање у одабраним биоскопима започело је 7. октобра 2022. године, док је од 28. октобра приказиван у биоскопима широм САД.
Проглашен је за најбољи филм године од стране Удружења њујоршких филмских критичара, Удружења лосанђелеских филмских критичара, Удружења лондонских филмских критичара и Националног удружења филмских критичара, поставши тек четврти филм коме је ово пошло за руком. Више критичара прогласило га је најбољим филмом године, међу којима су критичари престижних часописа као што су: Vanity Fair, The Guardian, Daily Variety, The Hollywood Reporter, Screen Daily, Entertainment Weekly и IndieWire. На додели награда Златни глобус, Бланчетова је освојила оног за најбољу глумицу у драмском филму, док је филм као такав био номинован за најбољи драмски филм и најбољи сценарио. На додели Филмских награда по избору критичара, Бланчетова је освојила награду за најбољу глумицу, Гвиднадоутирова нахраду за најбољег композитора. На додели награда БАФТА, филм је био номинован у пет категорија, а Бланчетова је освојила награду за најбољу глумицу.
На додели Оскара, Тар је био номинован у шест категорија: најбољи филм, најбољег редитеља и најбољи оригинални сценарио (Филд), најбољу глумицу у главној улози (Бланчет), те најбољу фотографију и најбољу монтажу; али није победио ни у једној.

## Радња
Филм Тар представља међународни свет класичне музике у чијем центру се налази Лидија Тар. Она се сматра једним од највећих живих композитора/диригената и прва је жена главни диригент великог немачког оркестра.

## Улоге
| Глумац         | Улога             |
| -------------- | ----------------- |
| Кејт Бланчет   | Лидија Тар        |
| Нина Хос       | Шерон Гуднау      |
| Ноеми Мерлан   | Франческа Лентини |
| Софи Кауер     | Олга Меткина      |
| Џулијан Главер | Андрис Дејвис     |
| Алан Кордунер  | Себастијан Брикс  |
| Марк Стронг    | Елиот Каплан      |
| Силвија Флоте  | Криста Тејлор     |
| Ли Селарс      | Тони Тар          |
| Сидни Лемон    | Витни Рис         |